# Hüttenberger Erzberg

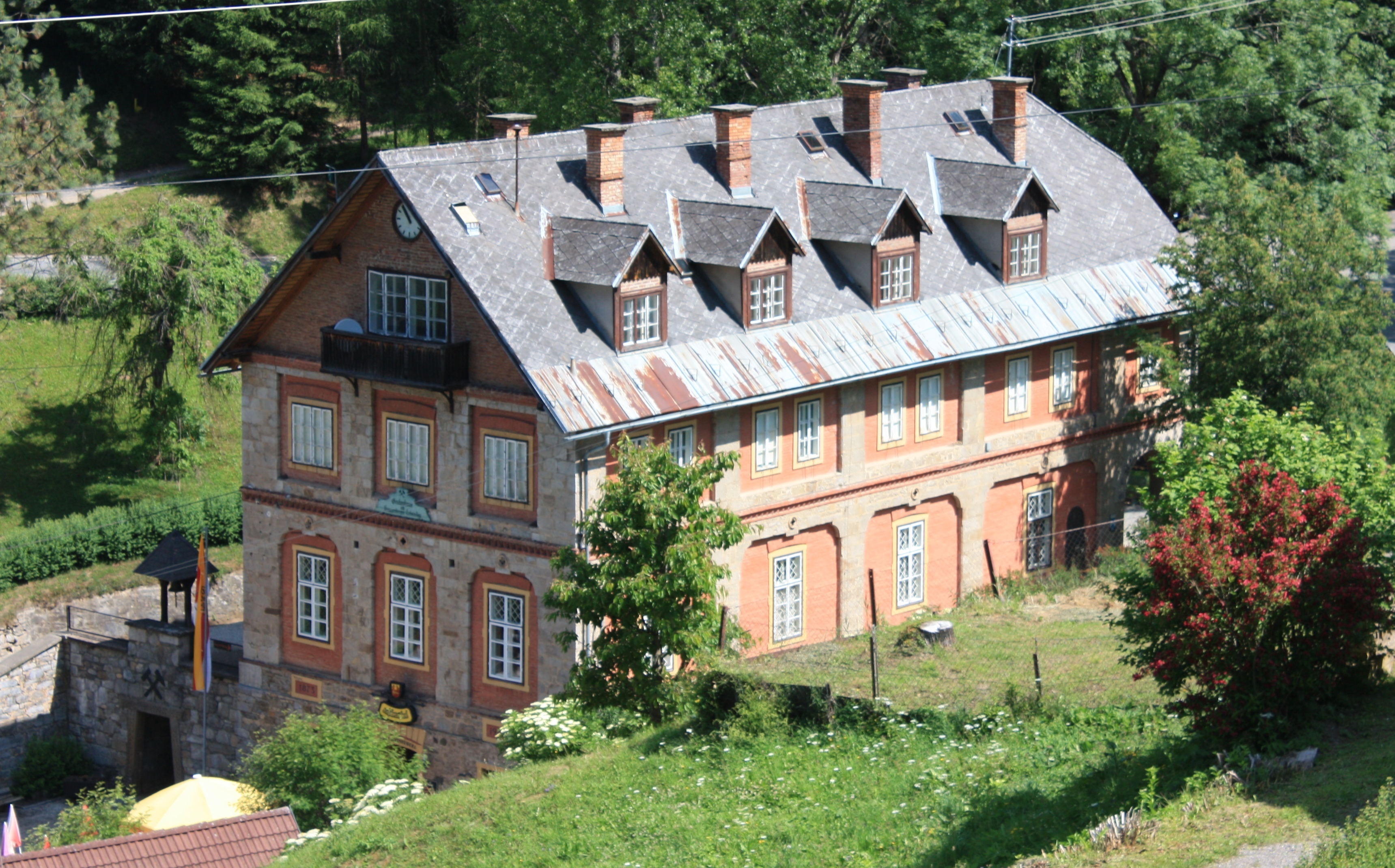
Bergbaumuseum im Hüttenberger Ortsteil Knappenberg

Der Hüttenberger Erzberg ist ein historisch bedeutendes Eisenvorkommen in den Seetaler Alpen im Nordosten von Kärnten (Bezirk St. Veit an der Glan). Er heißt nach der Ortschaft Hüttenberg, die ihrerseits den Namen von den frühen Eisenhütten erhielt. Der Hüttenberger Erzberg ist zwar nicht so bekannt wie der steirische Erzberg, war aber schon in der Antike für seine hohe Erzqualität bekannt (siehe Norisches Eisen).

## Geologie und Eisenverarbeitung
Der Hüttenberger Erzberg am mineralogisch interessanten Westrand der Saualpe baut sich zwischen drei grabenartigen Tälern auf: dem Görtschitztal im Westen, dem Löllingergraben im Süden und dem Tal des Mosinzbaches im Norden. Er reicht bis zur Meereshöhe von 1300 m ü. A. und besteht hauptsächlich aus Glimmerschiefer des mittelostalpinen Kristallinkomplexes, in den eisenhaltige Marmor-Züge eingebettet sind. Oben dominiert der Brauneisenstein, in tieferen Lagen der wertvollere Spateisenstein. Kleinere Vorkommen an Pyrit und Baryt sind anzutreffen. Die Erzvorkommen sind postvulkanischen Ursprungs und haben dabei den im Marmor vorherrschenden Kalk verdrängt.

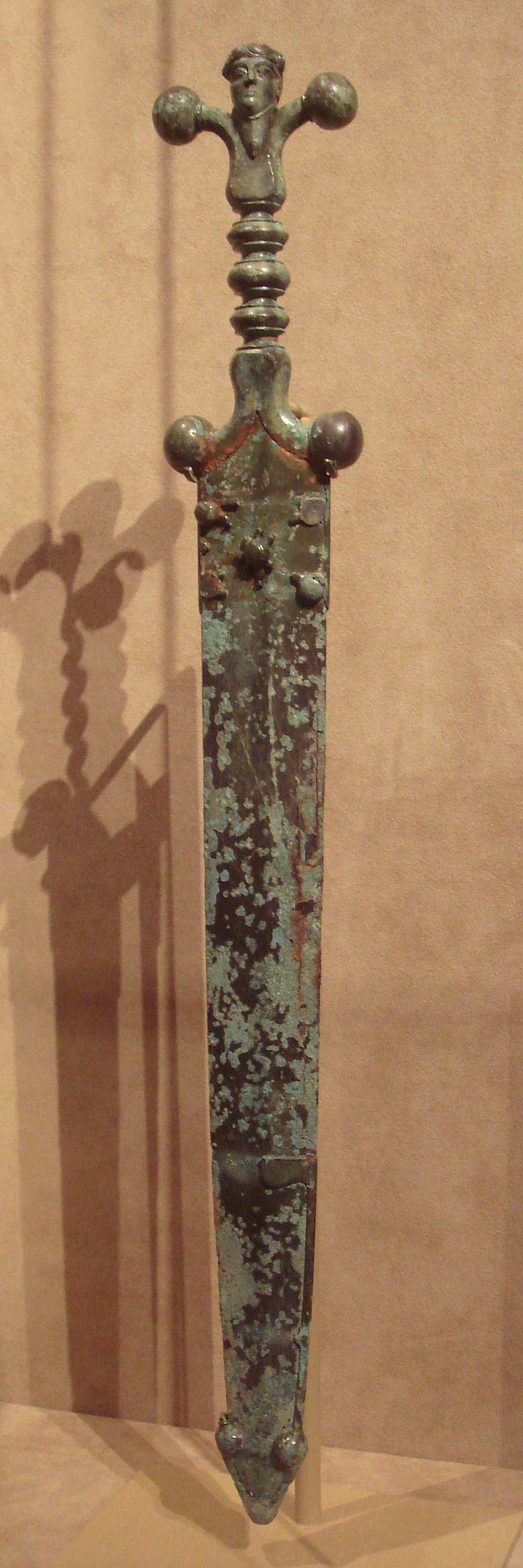
Keltisches Schwert aus norischem Stahl, ca. 60 v. Chr.

Wie die neuere Archäologie (u. a. die Gasteinerin Brigitte Cech) erkannte, schürften die Römer nie am steirischen Erzberg, wohl aber bei Hüttenberg. Dessen Bergbaurevier erschlossen aber schon die Kelten, die mit hoch entwickelter Technik der Eisenverarbeitung den Ruf des bereits damals stahlartigen „Ferrum noricum“ begründeten und es weitum exportierten. Die Eisen-Verhüttung hielt sich hier bis zum Beginn der Völkerwanderung im 5. Jahrhundert.
Wesentlich für die Qualität des Norischen Stahls war das Können der Schmiede. Sie verwendeten neben dem aus Schachtöfen erschmolzenen Eisenluppen auch Sekundärrohstoffe aus Altmetall. Die Güte der Eisenluppen hängt von der örtlichen Lagerstätte und vom Phosphor-Gehalt ab. Phosphorarme Erze ergaben unlegierte Eisenluppen, welche die inneralpinen Kelten durch mehrstufige Schmiedetechniken verbesserten.
Wichtige Fundstellen liegen im Görtschitztal und in der Katastralgemeinde Lölling, im Ortsteil Semlach/Eisner, am Südwestabhang des Hüttenberger Erzberges.
Als bedeutendster Mineraloge des Erzberges gilt Heinz Meixner, der in Knappenberg in der Bergdirektion ein Labor und eine Bibliothek unterhielt und als Betriebsmineraloge arbeitete.

## Historisches

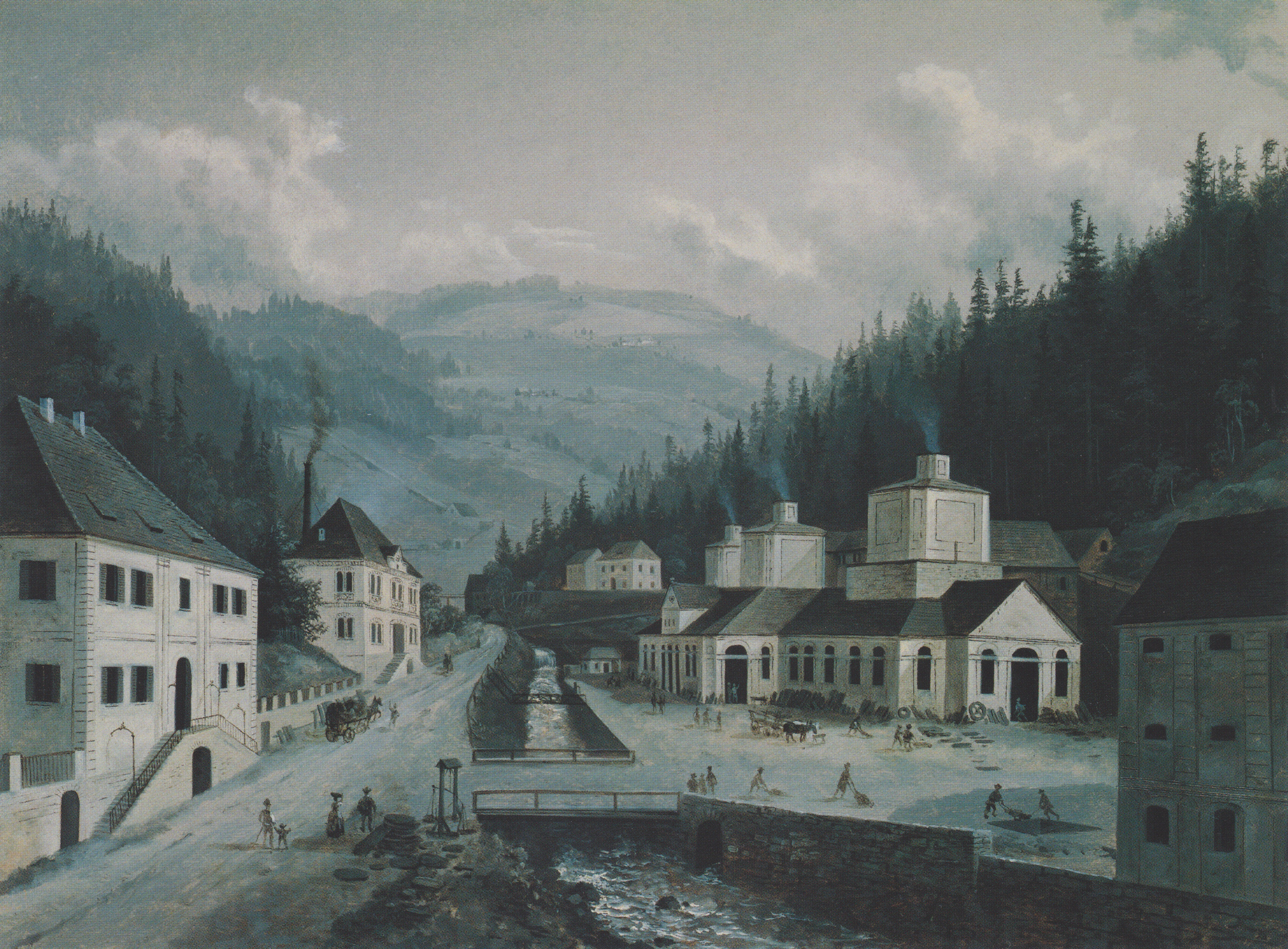
Hochöfen in Lölling

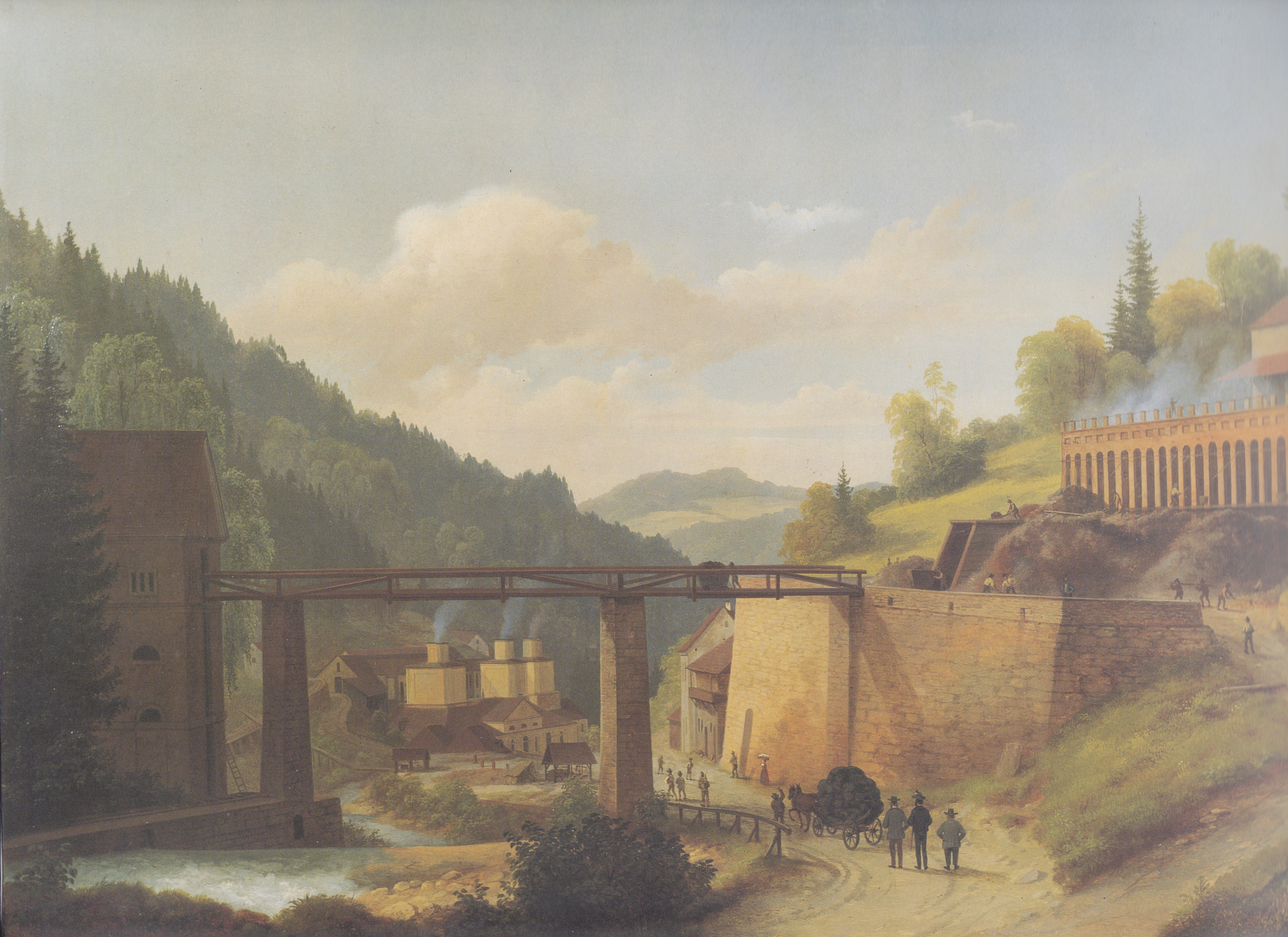
Erzrösterei in Lölling

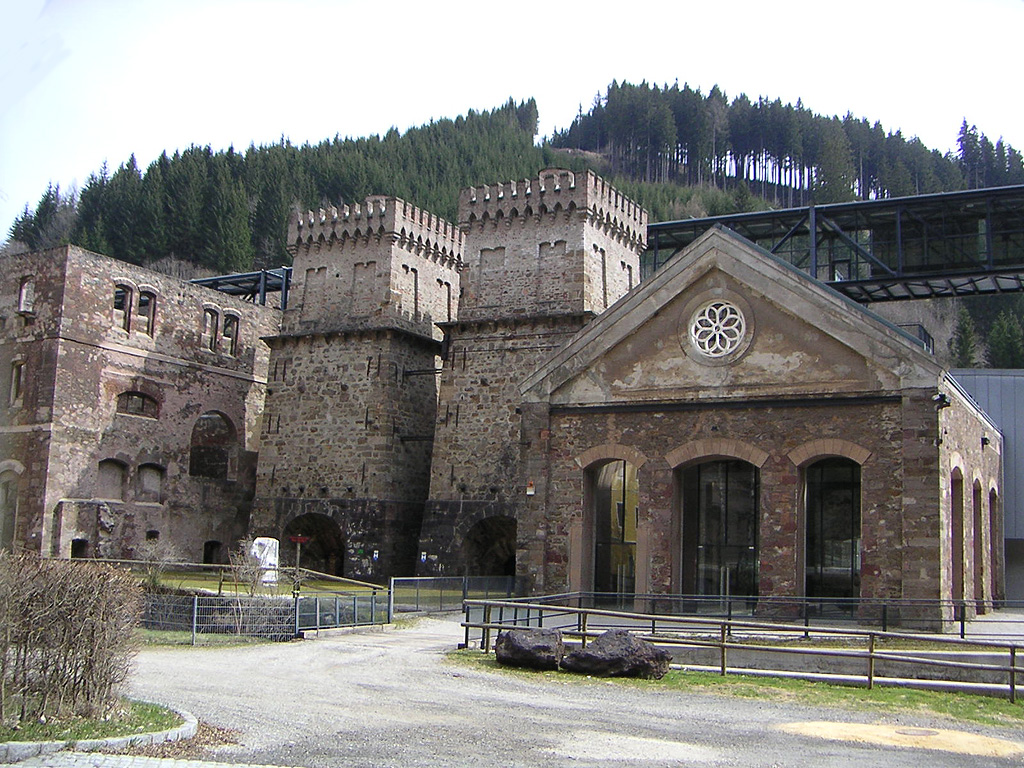
Ruinen der Hochöfen in der Heft

Hüttenberg kam im Herbst 860 zusammen mit Althofen (und später Friesach) an das Erzbistum Salzburg, doch sind bereits königliche Schenkungen beim nahen Brückl (831) überliefert. Salzburg übte auch das Besitzrecht über alle Bodenschätze aus, das sogenannte Bergregal. 1548 vermittelte der kaiserliche Bergrichter zwischen Kärntner Landesfürst und Salzburg über die Verleihung von Eisen, Kupfer- oder Salzlehen, doch eine endgültige Befriedung kam erst viel später zustande.
Die Marktgemeinde Hüttenberg verdankt ihre Gründung und Entwicklung dem Hüttenberger Erzberg. Sie blieb bis zum Jahr 1805 in Salzburger Besitz, als dieses zu Österreich kam.
Die Erzlager des Erzberges wurden ab etwa 1800 nach dem Zusammenschluss vieler kleinerer Gewerke von drei Seiten abgebaut: vom Norden die Compagnie Rauscher mit Schmelzanlagen in Mosinz, Schottenau und Heft, vom Süden die Löllinger Union mit den Floßöfen in Lölling und später in Prävali. Am vorderen Erzberg (Westabdachung) waren es die Gräflich Egger’sche Gewerkschaft mit Hochöfen in Treibach und die Gräflich Christalnigg’sche Gewerkschaft mit dem Floßofen in Eberstein und später bei Brückl. 
Damals galt der Hüttenberger Erzberg als eines der wichtigsten Erzvorkommen der Monarchie und als das Zentrum der Kärntner Eisenindustrie. 1855 stellten die Gewerken der Haupteisenwurzen mit 78.737 t 74 % der gesamten in Kärnten erschürften Erze.
1869 schlossen sich die Compagnie Rauscher, Dickmann-Secherau und noch weitere in Hüttenberg tätige Gewerkschaften zusammen und gründeten die „Hüttenberger Eisenwerksgesellschaft – HEWG“. Albert Dickmann-Secherau war dabei gemeinsam mit Alfred von Christallnigg und Eduard Rauscher mit der Geschäftsführung betraut worden.
Aus dieser Zeit sind die meisten Montandenkmäler erhalten, sowie Wohnhäuser von Gewerken und Bergleuten, Verwaltungsgebäude, Bergämter, einige Knappenkapellen usw. Die Themenwege sind getrennt nach Bergbauen, Förderwegen, Schmelzwerken und Baukultur.
Im Oktober 1881 kam der Hüttenberger Erzberg an die Österreichisch-Alpine Montangesellschaft. Die Eisengewinnung im Bergwerk endete 1978, die Schließungsarbeiten 1980. Danach wurde es zu einem Schaubergwerk umgestaltet und der montangeschichtliche Verein (ehemals Freunde des Bergbaumuseums Schaubergwerk Hüttenberg) errichtete einen montanhistorischen Lehrpfad. Die ehemalige, völlig verwachsene Bahntrasse der Feldbahn vom Globitsch-Bremsberg zu den Hefter Hochöfen wurde vom Verein mit Unterstützung von Gemeinde und Freiwilliger Feuerwehr Knappenberg freigelegt, gesäubert und durch 6 Brücken begehbar gemacht.
In den Folgejahren erfassten die montanhistorischen Wanderwege fast das gesamte Gebiet des Hüttenberger Erzberges. Die Exkursionsführer des Lehrpfades verfassten die Professoren Hans Jörg Köstler und Eberhard Clar.